# Cinc Dinasties i Deu Regnes
Les Cinc Dinasties i Deu Regnes (en xinès tradicional: 五代十國; en xinès simplificat: 五代十国; en pinyin: Wǔdài Shíguó) fou un període turbulent de la història de la Xina que s'inicià amb el final de la dinastia Tang (907) i es va acabar amb el començament de la dinastia Song (960). Cinc dinasties es van succeir per poc temps, i més d'una dotzena de regnes (els xinesos ho simplifiquen amb el nombre representatiu de "deu") es van establir principalment al sud del país. Alguns historiadors, però, n'inclouen algun altre (per exemple Bo Yang inclou els Yan i els Qi però no els Han del Nord, considerant-los una continuació dels Han).

## Decadència de l'imperi Tang
La derrota militar del 751, a mans dels àrabs en la batalla de Talas i la rebel·lió d'An Lushan va marcar el final de l'autoritat Tang a l'Àsia central. La dinastia Tang va recuperar el seu poder dècades després de la rebel·lió d'An Lushan i encara va poder llançar conquestes i campanyes ofensives com la destrucció del Kanat Uigur a Mongòlia entre el 840 i 847. Va ser la rebel·lió de Huang Chao entre 874 i 884 la que va destruir permanentment el poder de la dinastia Tang doncs el poder dels jiedushi o governadors militars provincials va augmentar molt després que les tropes imperials van aixafar els rebels.
Finalment, els mals governs, les intrigues a la cort, l'explotació econòmica i les rebel·lions populars van permetre a Zhu Wen, que havia sigut capitost de l'exèrcit rebel de Huang Chao i va tenir un paper crucial en la repressió de la rebel·lió, consolidar el seu poder destruint veïns i forçant el trasllat de la capital imperial a Luoyang, que es trobava dins de la seva regió d'influència. El 904, va executar l'emperador Zhaozong de Tang i va convertir en emperador al seu fill Ai de Tang de 13 anys, en un governant subordinat, i en 907 Zhu Wen va obligar a l'emperador Ai de Tang a abdicar a favor seu acabant amb Tang i establint els Liang posteriors. La majoria dels governadors de l'emperador Tang van reconèixer a Zhu com el nou emperador, amb l'excepció de Wang Jian, Li Keyong (el príncep de Jin), Li Maozhen (el príncep de Qi), i el fill i successor de Yang Xingmi Yang Wo (el príncep de Hongnong). D'aquesta manera començava un nou període de fragmentació a la història de la Xina, la coneguda com les cinc dinasties i els deu regnes.

## Les cinc dinasties

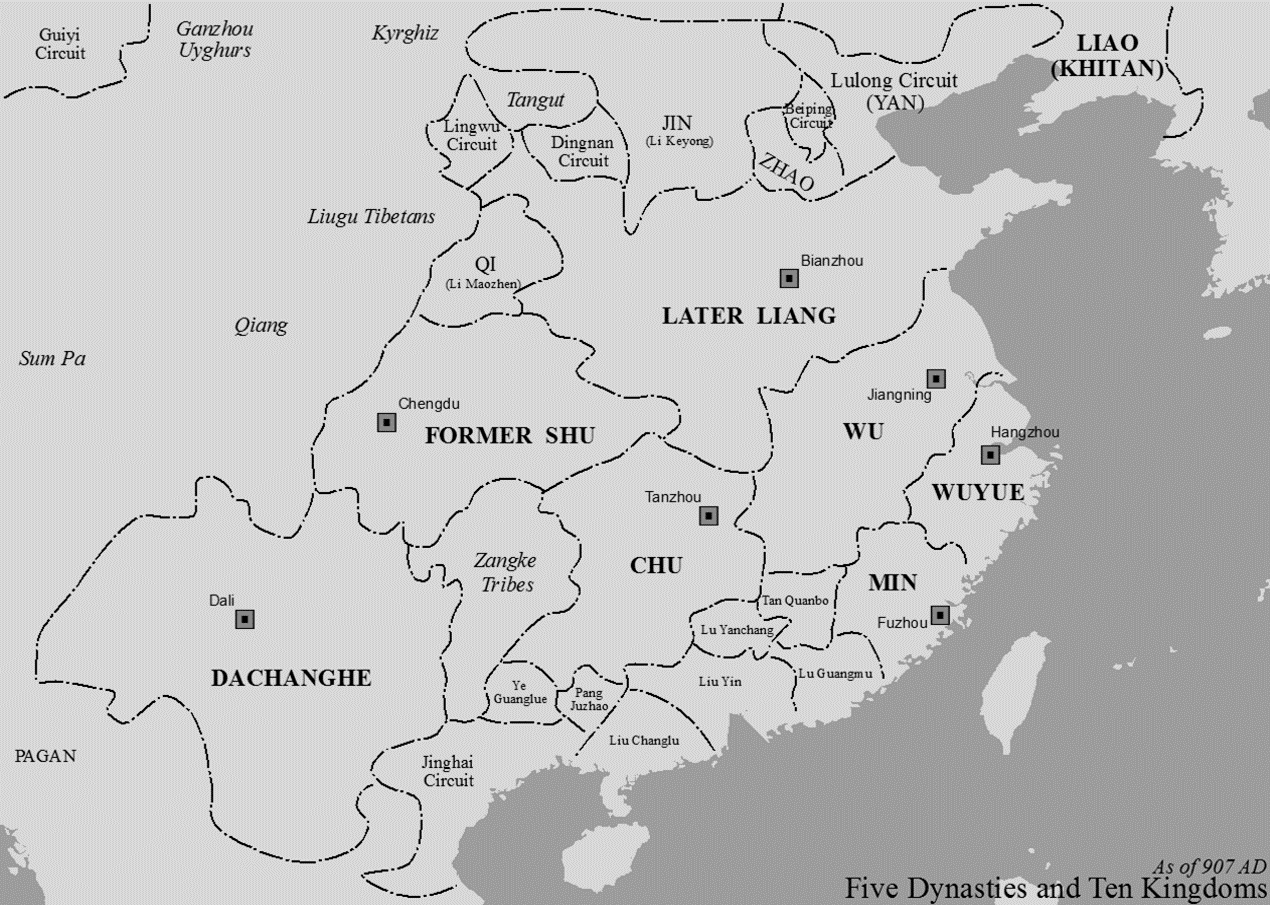
Xina cap al 907, quan cau la dinastia Tang

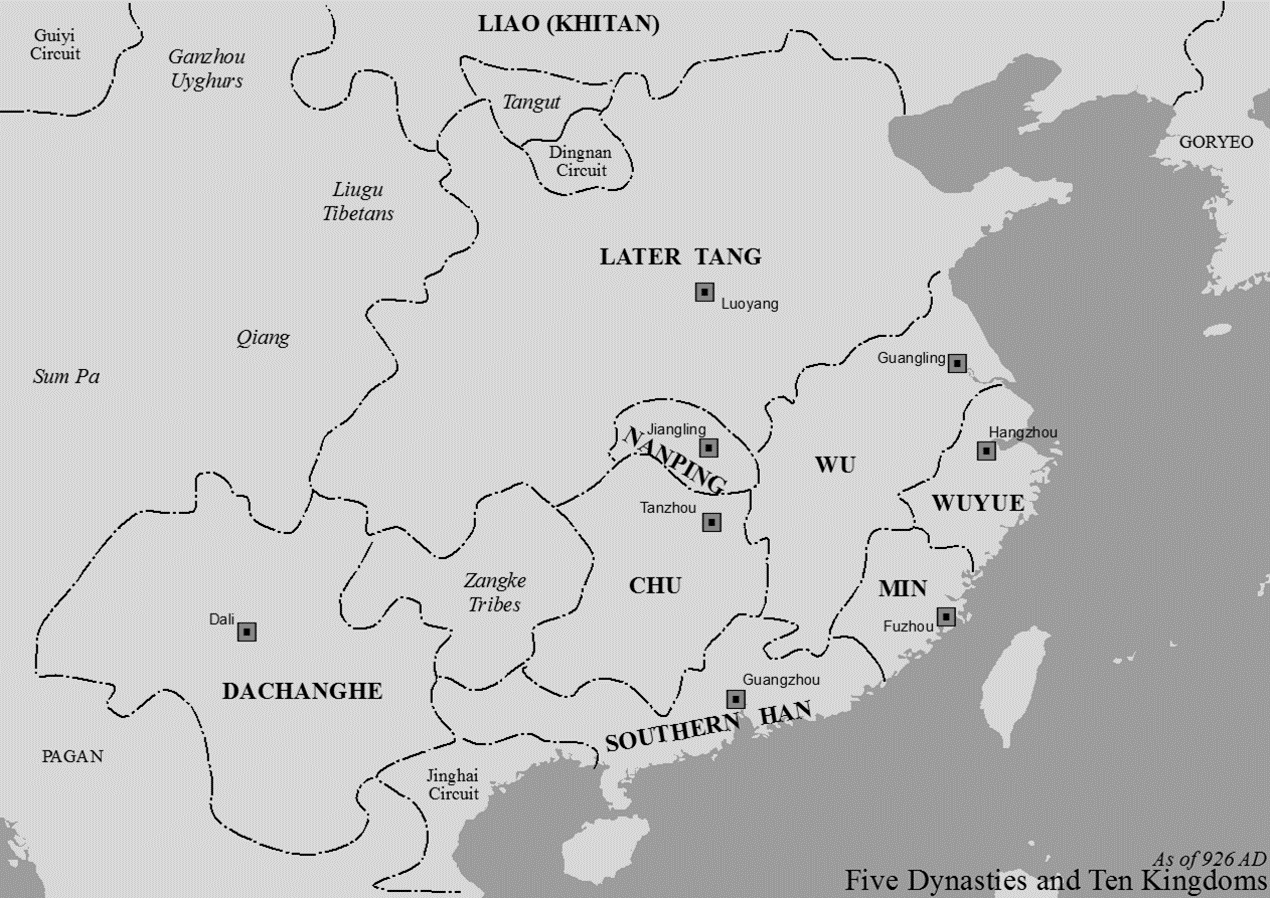
Xina cap al 926, quan Tang Posteriors reunifica el nord de la Xina

Les cinc dinasties eren els Liang posteriors (5 de juny del 907-923), els Tang posteriors (923-936), els Jin posteriors (936-947), els Han posteriors (947-951 continuada pels Han del Nord fins al 982) i els Zhou posteriors (951-960).

### Liang posteriors
Després de fer caure la dinastia Tang en 907, Zhu Wen va fundar la dinastia de Liang posteriors, que va sobreviure fins al 923, quan foren destruïts per Tang posteriors.

### Tang Posteriors
Els governants Tsin Li Keyong i el seu fill Li Cunxu, d'origen Shatuo, afirmaven ser els hereus legítims de la dinastia Tang, oposant-se a Liang posteriors. En 907, quan va caure Tang, l'estat Jin estava format per la major part de Shanxi tret de Linfen, Hezhong, Jincheng i Qinyang, preses per Liang posteriors, i diverses parts de Mongòlia Interior. El 912, Jin va ocupar Jincheng i Yan el 913, i finalment es va expandir per cobrir tot el territori al nord del riu Groc. El 923, Li Cunxu, reclamant la successió legítima al tron Tang, es va declarar emperador, fent la transició del seu estat a la dinastia Tang posteriors, que poc després va destruir la dinastia Liang posteriors. Després de reunir gran part del nord de la Xina, el 924 Cunxu va rebre la submissió del regne Qi de Shaanxi, i el 925 va conquerir Shu anteriors, que s'havia establert a Sichuan. El darrer emperador de la dinastia dels Tang posteriors, Li Congke, fou enderrocat el 936 pel general shato Shi Jingtang, amb l'ajut dels kitan i va fundar la dinastia dels Jin posteriors

### Jin posteriors
El darrer emperador de la dinastia dels Tang posteriors, Li Congke, fou enderrocat el 936 pel general shato Shi Jingtang, amb l'ajut dels khitan de la dinastia Liao que van esdevenir el gran poder al nord de la Xina, i va fundar la dinastia dels Jin posteriors. Shi Jingtang era el gendre de l'emperador Tang Li Cunxu. El procés d'adaptació als costums xinesos dels turcs shato es va completar durant el seu regnat. La dinastia va perdre el Sichuan que havia estat dominat fins llavors i on es va establir la dinastia dels Shu posteriors, i la regió anomenada Setze prefectures (que incloïa la moderna Pequín i cap a l'oest en una amplada d'entre 100 i 150 km) que fou cedida als kitan, que li havien donat suport . A la mort de Shi Jingtang el 942 el va succeir el seu nebot Shi Chonggui, que va intentar aturar els seus tributs als Khitan, que el 943 van declarar la guerra i al cap de tres anys es van apoderar de la capital, Kaifeng, marcant el final de Jin posteriors el 947. Però tot i que havien conquerit vastes regions de la Xina, els Khitans no van poder o no volien controlar aquestes regions i es van retirar a principis de l'any següent.

### Han posteriors
Per omplir el buit de poder provocat per la caiguda de Jin posteriors i la retirada de la dinastia Liao, el jiedushi Liu Zhiyuan va entrar a Kaifeng, la capital imperial l'any 947 i va proclamar l'adveniment de Han posteriors, establint un tercer regnat successiu de Shatuo, però després d'un cop d'estat el 951, el general Guo Wei, un xinès han, va ser entronitzat, començant així Zhou posteriors. Aquesta va ser la més curta de les cinc dinasties.

### Zhou posteriors
Després d'un cop d'estat el 951, el general Guo Wei, un xinès han, va ser entronitzat, començant així Zhou posteriors, però Liu Chong, un membre de la família imperial Han posteriors, va establir els Han del Nord a Taiyuan i va demanar ajuda als Khitan de la dinastia Liao per derrotar els Zhou posteriors. La mort per malaltia de Guo Wei l'any 954 va posar fi al seu regnat de tres anys sent succeït pel seu fill adoptiu Chai Rong, que va poder fer algunes incursions al sud amb victòries contra els Tang del Sud el 956, que van cedir tot el territori al nord del riu Yangtze i obligats a convertir-se en vassalls. Els seus esforços al nord per desallotjar els Han del Nord foren ineficaços, morint prematurament l'any 959 a causa d'una malaltia durant la campanya sent succeït pel seu fill Guo Zongxun de set anys i poc després, Zhao Kuangyin va usurpar el tron i es va declarar emperador de la dinastia Song.

## Els deu regnes
Els deu regnes eren Wu, Wuyue, Min, Ma Chu, Han del Sud, Shu anteriors, Shu posteriors, Jingnan, Tang del Sud i Han del Nord (continuació de la dinastia dels Han posteriors)
Altres estats eren Yan, Qi, Chengde Jiedushi (Zhao), Yiwu Jiedushi, Dingnan Jiedushi, Wuping Jiedushi, Qingyuan Jiedushi, Yin, Ganzhou, Shazhou i Liangzhou.

### Wu
Després de la caiguda de la dinastia Tang en 907 Yang Xingmi, governador militar Tang des de l'any 892, va establir als actuals Jiangsu, Anhui i Jiangxi el regne de Wu. La capital estava inicialment a Guangling (actual Yangzhou) i posteriorment es va traslladar a Jinling (actual Nanjing). El regne va caure l'any 937 quan Li Bian va enderrocar l'emperador Yang Pu de Wu i fundar Tang del Sud en 937.

### Wuyue
A la caiguda de la dinastia Tang en 907 Qian Liu va establir la seva capital a Hangzhou en un regne que incloïa l'actual Zhejiang, Xangai i la part sud de la província de Jiangsu. En les primeres dècades de la seva existència, Wuyue limitava amb el Regne Min al sud i el Regne Tang del Sud a l'oest i al nord. Amb la rebel·lió de Yin de Min el 943, Wuyue va tenir breument una tercera frontera. No obstant això, en poc temps, Wuyue va quedar completament encerclat (excepte el mar de la Xina Oriental), ja que tant Yin com Min van ser absorbits pel Tang del Sud el 945, quan Wuyue va absorbir part de la part nord de Fujian del Regne Min. En 978 l'últim rei de Wuyue, Qian Chu, va jurar lleialtat a la dinastia Song, salvant el seu poble de la guerra i la destrucció econòmica. Mentre Qian Chu romania nominalment rei, Wuyue va ser absorbit per la dinastia Song, posant fi efectivament al regne. L'últim rei va morir l'any 988.

### Min
A la caiguda de la dinastia Tang en 907 el nou emperador Wang Shenzhi va reconèixer el nou emperador Taizu de Liang posterior i rebé el títol de canceller major de Shizhong, i el 909, Príncep de Min i canceller de Zhongshu Ling, succeït pel seu fill Wang Yanxi el 943 però el seu germà Wang Yanzheng es va rebel·lar i va independitzar el Regne Yin de la part nord-oest del regne Min. El 944 Wang Yanxi, va ser assassinat i el general Zhu Wenjin va reclamar el tron. El 945, Zhu va ser assassinat i el seu exèrcit va jurar lleialtat a Wang Yanzheng com a emperador de Min posant fi a l'existència de Yin com un estat separat, però Tang del Sud el va assetjar més tard l'any, forçant la seva rendició.

### Ma Chu
Ma Yin va ser nomenat governador regional per la dinastia Tang l'any 896 després de lluitar contra el rebel Yang Xingmi, i es va declarar príncep de Chu amb la caiguda de la dinastia Tang el 907, confirmat per Tang posteriors el 927. La capital de Ma Chu era Changsha, i controlava l'actual Hunan i el nord-est de Guangxi. Després de la mort de Ma Yin, el lideratge va estar subjecte a lluites i conflictes que van provocar la caiguda del regne. Els Tang del Sud quan van conquerir Min, es van aprofitar i van conquerir el regne l'any 951. La família governant va ser traslladada a Jinling però l'any següent, els generals de Chu es van aixecar contra Tang del Sud i van expulsar-los deixant que l'antic territori de Chu fos governat per diversos generals en successió fins al 963, quan el territori va ser ocupat per la dinastia Song.

### Han del Sud
Liu Yin va ser nomenat governador regional i oficial militar per la dinastia Tang l'any 905. Encara que els Tang van caure dos anys més tard, Liu no va fundar un nou regne com havien fet altres líders del sud i el nou emperador Taizu de Liang posterior el va nomenar príncep de Nanping l'any 909. A la mort de Liu Yin en 917, el seu germà Liu Yan va declarar la fundació del regne de Yue que va canviar a Han del Sud l'any 918 perquè es proclamava descendent de la dinastia Han. Els Han del Sud van incorporar Annam al seu regne però els vietnamites es van revoltar en 931 i el 938 els van derrotar definitivament en la batalla de Bạch Đằng. Entre 960 i 970, la dinastia Song va augmentar la seva influència al sud fins que finalment va poder obligar la dinastia Han del Sud a sotmetre's al seu domini el 971.

### Shu anteriors
El 907, Zhu Wen va obligar a l'emperador Ai de Tang a cedir-li el tron, acabant amb la dinastia Tang i establint els Liang posteriors. La majoria dels governadors de l'emperador Tang van reconèixer a Zhu com el nou emperador però Wang Jian, que havia estat nomenat príncep de Shu es va declarar emperador de Shu anteriors, que es mantingué independent fins a la conquesta per Tang Posteriors en 925.

### Shu posteriors
A la primavera de 933, l'emperador Mingzong de Tang posteriors va nomenar Meng Zhixiang el príncep de Shu i el va convertir en governador militar tant de Dongchuan com de Xichuan. Més tard aquell any, l'emperador Mingzong va morir i va ser succeït pel seu fill Li Conghou i a la primavera de 934 Meng Zhixiang es va proclamar emperador de Shu posteriors. Song del Nord va envair el regne i quan el general Wang Quanbin va arribar a Chengdu en 965, Meng Chang es va rendir davant seu, acabant amb Shu posteriors.

### Jingnan
Gao Jixing, príncep de Nanping i governador de Jingnan, quan Tang posteriors va atacar Shu posteriors en 928 es va fer vassall de Wu, sent conquerit finalment per Song del Nord en 963.

### Tang del Sud
Tang del Sud va ser fundat quan Li Bian va enderrocar l'emperador Yang Pu de Wu i va fundar un nou regne en 937. Va mantenir en gran part relacions pacífiques amb els estats veïns. El seu fill Li Jing no va seguir aquesta política exterior, conquerint les dinasties Min i Ma Chu el 945 i el 951 respectivament, controlava tot el Jiangxi modern, i parts de les províncies d'Anhui, Fujian, Hubei, Hunan i Jiangsu.
La dinastia Zhou posteriors va envair el domini Tang del Sud el 956 i els va derrotar el 958. Li Jing es va veure obligat a convertir-se en vassall de l'emperador Shizong de Zhou posterior, cedir tot el territori al nord del riu Yangtze i renunciar al seu títol d'emperador. L'any 960, els Tang del Sud es van convertir en vassall de la recentment establerta dinastia Song del Nord, i després que l'emperador Taizu de Song hagués derrotat Shu posteriors en 965 i al Han del Sud el 971 va ordenar la conquesta del Tang del Sud que es va completar el 975.

### Han del Nord
L'existència dels Han del Nord va ser una de les dues espines principals en les relacions entre la dinastia Liao i el Zhou posteriors, l'altra va ser la possessió continuada de les Setze prefectures per part de la dinastia Liao. Els Han del Nord s'havien posat sota la protecció dels Liao.
L'emperador Taizu de Song va aconseguir gairebé completar la incorporació dels regnes del sud a la dinastia Song a la seva mort el 976. El seu germà petit, l'emperador Taizong de Song, volia emular els èxits del seu germà gran, i després d'incorporar Wuyue l'any 978 i animat pel seu èxit al sud, va decidir emprendre una campanya per destruir finalment els Han del Nord dirigint ell mateix l'exèrcit, va portar les seves forces a la capital Taiyuan, que va ser assetjada al juny. Una força inicial de socors enviada pels Liao va ser fàcilment derrotada per Song. Després d'un setge de dos mesos a la capital, l'emperador dels Han del Nord es va rendir i el regne es va incorporar a Song del Nord.

## Llista de sobirans
| Nom de temple (廟號 miào hào)                                                                | Nom pòstum (諡號 shì hào)              | Nom personal                   | Període de regnat | Nom de l'era (年號 nián hào) i anys corresponents |
| -------------------------------------------------------------------------------------------- | -------------------------------------- | ------------------------------ | ----------------- | --- |
| Cinc dinasties                                                                               |                                        |                                |                   | |
| * indicacions: nom dinàstic (後漢) + nom de temple o nom pòstum (高祖), dona 後漢高祖        |                                        |                                |                   | |
| Liang posteriors 後梁 Hòu Liáng 907 - 923                                                    |                                        |                                |                   | |
| Tài Zǔ 太祖                                                                                  | No usat                                | Zhū Wēn 朱溫                   | 907 - 912         | Kāipíng 開平 (907 - 911) Qiánhuà 乾化 (911 - 912) |
| No existeix                                                                                  | Mò Dì 末帝                             | Zhū Zhèn 朱瑱                  | 913 - 923         | Qiánhuà 乾化 (913 - 915) Zhēnmíng 貞明 (915 - 921) Lóngdé 龍德 (921 - 923) |
| Tang posteriors 後唐 Hòu Táng 923 - 936                                                      |                                        |                                |                   | |
| Zhuāng Zōng 莊宗                                                                             | no usat                                | Lǐ Cúnxù 李存勗                | 923 - 926         | Tóngguāng 同光 (923 - 926) |
| Míng Zōng 明宗                                                                               | no usat                                | Lǐ Sìyuán 李嗣源 o Lǐ Dǎn 李亶 | 926 - 933         | Tiānchéng 天成 (926 - 930) Chángxīng 長興 (930 - 933) |
| No existeix                                                                                  | Mǐn Dì 節閔帝                          | Lǐ Cónghòu 李從厚              | 933 - 934         | Yìngshùn 應順 (913 - 915) |
| No existeix                                                                                  | Mò Dì 末帝                             | Lǐ Cóngkē 李從珂               | 934 - 936         | Qīngtài 清泰 (934 - 936) |
| Jin posteriors 後晉 Hòu Jìn 936 - 947                                                        |                                        |                                |                   | |
| Gāo Zǔ 高祖                                                                                  | no usat                                | Shí Jìngtáng 石敬瑭            | 936 - 942         | Tiānfú 天福 (936 - 942) |
| No existeix                                                                                  | Chū Dì 出帝                            | Shí Chóngguì 石重貴            | 942 - 947         | Tiānfú 天福 (942 - 944) Kāiyùn 開運 (944 - 947) |
| Han posteriors 後漢 Hòu Hàn 936 - 947                                                        |                                        |                                |                   | |
| Gāo Zǔ 高祖                                                                                  | no usat                                | Liú Zhīyuǎn 劉知遠             | 947 - 948         | Tiānfú 天福 (947) Qiányòu 乾祐 (948) |
| No existeix                                                                                  | Yǐn Dì 隱帝                            | Liú Chéngyòu 劉承祐            | 948 - 950         | Qiányòu 乾祐 (948 - 950) |
| Zhou posteriors 後周 Hòu Zhōu 951 - 960                                                      |                                        |                                |                   | |
| Tài Zǔ 太祖                                                                                  | no usat                                | Guō Wēi 郭威                   | 951 - 954         | Guǎngshùn 廣順 (951 - 954) Xiǎndé 顯德 (954) |
| Shì Zōng 世宗                                                                                | no usat                                | Chái Róng 柴榮                 | 954 - 959         | Xiǎndé 顯德 (954 - 959) |
| no existeix                                                                                  | Gōng Dì 恭帝                           | Chái Zōngxùn 柴宗訓            | 959 - 960         | Xiǎndé 顯德 (959 - 960) |
| Deu regnes                                                                                   |                                        |                                |                   | |
| el nom usat era el personal, excepte si s'indica el contrari                                 |                                        |                                |                   | |
| Wuyue 吳越 904 - 978                                                                         |                                        |                                |                   | |
| Tài Zǔ 太祖                                                                                  | Wǔsù Wáng 武肅王                       | Qián Liú 錢鏐                  | 904 - 932         | Tiānbǎo (天寶) 908 - 923 Bǎodà (寶大) 923 - 925 Bǎozhèng (寶正) 925 - 932 |
| Shìzōng (世宗)                                                                               | Wénmù Wáng 文穆王                      | Qián Yuánquàn 錢元瓘           | 932 - 941         | No existeix |
| Chéngzōng 成宗                                                                               | Zhōngxiàn Wáng 忠獻王                  | Qián Zuǒ 錢佐                  | 941 - 947         | No existeix |
| No existeix                                                                                  | Zhōngxùn Wáng 忠遜王                   | Qián Zōng 錢倧                 | 947               | No existeix |
| No existeix                                                                                  | Zhōngyì Wáng 忠懿王                    | Qián Chù 錢俶                  | 947 - 978         | No existeix |
| Min 閩 909 - 945 incloent Yin 殷 943 - 945                                                   |                                        |                                |                   | |
| Tàizǔ 太祖                                                                                   | Zhōngyì Wáng 忠懿王                    | Wáng Shěnzhī 王審知            | 909 - 925         | No existeix |
| No existeix                                                                                  | No existeix                            | Wáng Yánhàn 王延翰             | 925 - 926         | No existeix |
| Tàizōng 太宗                                                                                 | Huìdì 惠帝                             | Wáng Yánjūn 王延鈞             | 926 - 935         | Lóngqǐ (龍啟) 933 - 935 Yǒnghé (永和) 935 |
| Kāngzōng (康宗)                                                                              | no usat                                | Wáng Jìpéng 王繼鵬             | 935 - 939         | Tōngwén (通文) 936 - 939 |
| Jǐngzōng (景宗)                                                                              | no usat                                | Wáng Yánxī 王延羲              | 939 - 944         | Yǒnglóng (永隆) 939 - 944 |
| No existeix                                                                                  | Tiāndé Dì (天德帝) (as Emperor of Yin) | Wáng Yánzhèng 王延政           | 943 - 945         | Tiāndé (天德) 943 - 945 |
| Jingnan 荊南 o Nanping 南平 906 - 963                                                        |                                        |                                |                   | |
| No existeix                                                                                  | Wǔxìn Wáng 武信王                      | Gāo Jìxīng 高季興              | 909 - 928         | No existeix |
| No existeix                                                                                  | Wénxiàn Wáng 文獻王                    | Gāo Cónghuì 高從誨             | 928 - 948         | No existeix |
| No existeix                                                                                  | Zhēnyì Wáng 貞懿王                     | Gāo Bǎoróng 高寶融             | 948 - 960         | No existeix |
| No existeix                                                                                  | Shìzhōng 侍中                          | Gāo Bǎoxù 高寶勗               | 960 - 962         | No existeix |
| No existeix                                                                                  | No existeix                            | Gāo Jìchōng 高繼沖             | 962 - 963         | No existeix |
| Chu 楚 897 - 951                                                                             |                                        |                                |                   | |
| No existeix                                                                                  | Wǔmù Wáng 武穆王                       | Mǎ Yīn 馬殷                    | 897 - 930         | No existeix |
| No existeix                                                                                  | Héngyáng Wáng 衡陽王                   | Mǎ Xīshēng 馬希聲              | 930 - 932         | No existeix |
| No existeix                                                                                  | Wénzhāo Wáng 文昭王                    | Mǎ Xīfàn 馬希範                | 932 - 947         | No existeix |
| No existeix                                                                                  | Fèi Wáng 廢王                          | Mǎ Xīguǎng 馬希廣              | 947 - 950         | No existeix |
| No existeix                                                                                  | Gōngxiào Wáng 恭孝王                   | Mǎ Xī'è 馬希萼                 | 950               | No existeix |
| No existeix                                                                                  | No existeix                            | Mǎ Xīchong 馬希崇              | 950 - 951         | No existeix |
| Wu 吳 904 - 937                                                                              |                                        |                                |                   | |
| Tài Zǔ 太祖                                                                                  | Xiàowǔ Dì 孝武帝                       | Yáng Xíngmì 楊行密             | 904 - 905         | Tiānyòu (天祐) 904 - 905 |
| Liè Zōng 烈宗                                                                                | Jǐng Dì 景帝                           | Yáng Wò 楊渥                   | 905 - 908         | Tiānyòu (天祐) 905 - 908 |
| Gāo Zǔ 高祖                                                                                  | Xuān Dì 宣帝                           | Yáng Lóngyǎn 楊隆演            | 908 - 921         | Tiānyòu (天祐) 908 - 919 Wǔyì (武義) 919 - 921 |
| No existeix                                                                                  | Ruì Dì 睿帝                            | Yáng Pǔ 楊溥                   | 921 - 937         | Shùnyì (順義) 921 - 927 Qiánzhēn (乾貞) 927 - 929 Dàhé (大和) 929 - 935 Tiānzuò (天祚) 935 - 937                                                                                            |
| Tang del Sud 南唐 937 - 975                                                                  |                                        |                                |                   | |
| en aquest regne: Tang Nan (meridional) + nom pòstum. Hòu Zhǔ es refereix a Lǐ Hòuzhǔ 李後主. |                                        |                                |                   | |
| Xiān Zhǔ 先主 or Liè Zǔ 烈祖                                                                 | no usat                                | Lǐ Biàn 李昪                   | 937 - 943         | Shēngyuán (昇元) 937 - 943 |
| Zhōng Zhǔ 中主 or Yuán Zōng 元宗                                                             | no usat                                | Lǐ Jǐng 李璟                   | 943 - 961         | Bǎodà (保大) 943 - 958 Jiāotài (交泰) 958 Zhōngxīng (中興) 958 |
| Hòu Zhǔ 後主                                                                                 | Wǔ Wáng 武王                           | Lǐ Yù 李煜                     | 961 - 975         | No existeix |
| Han meridionals 南漢 917 - 971                                                               |                                        |                                |                   | |
| Gāo Zǔ 高祖                                                                                  | Tiān Huáng Dà Dì 天皇大帝              | Liú Yán 劉龑                   | 917 - 925         | Qiánhēng (乾亨) 917 - 925 Báilóng (白龍) 925 - 928 Dàyǒu (大有) 928 - 941 |
| No existeix                                                                                  | Shāng Dì 殤帝                          | Liú Fēn 劉玢                   | 941 - 943         | Guāngtiān (光天) 941 - 943 |
| Zhōng Zōng 中宗                                                                              | no usat                                | Liú Chéng 劉晟                 | 943 - 958         | Yìngqián (應乾) 943 Qiánhé (乾和) 943 - 958 |
| Hòu Zhǔ 後主                                                                                 | No existeix                            | Liu Chang 劉鋹                 | 958 - 971         | Dàbǎo (大寶) 958 - 971 |
| Han del Nord o Han Bei (Septentrional) 951 - 979                                             |                                        |                                |                   | |
| 世祖 shi zu                                                                                  | 神武帝 shen wu di                      | 劉旻 liu min                   | 951 - 954         | Qianyou (乾祐 qian you) 951 - 954 |
| 睿宗 rui zong                                                                                | 孝和帝 xiao he di                      | 劉承鈞 liu cheng jun           | 954 - 970         | Qianyou (乾祐 qian you) 954 - 957 Tianhui (天會 tian hui) 957 - 970 |
| 少主 shao zhu                                                                                | No existeix                            | 劉繼恩 liu ji e1               | 970               | No existeix |
| No existeix                                                                                  | 英武帝 ying wu di                      | 劉繼元 liu ji yuan             | 970 - 982         | Guangyun (廣運 guang3 yun4) 970 - 982 |
| Shu anteriors o Shu Qian (anterior) 907 - 925                                                |                                        |                                |                   | |
| 高祖 gao zu                                                                                  | no usat                                | 王建 wang jian                 | 907 - 918         | Tianfu (天復 tian fu) 907 Wucheng (武成 wu cheng) 908 - 910 Yongping (永平 yong ping) 911 - 915 Tongzheng (通正 tong zheng) 916 Tianhan (天漢 tian han) 917 Guangtian (光天 guang tian) 918 |
| 後主 hou zhu                                                                                 | No existeix                            | 王衍 wang yan                  | 918 - 925         | Qiande (乾德 qian de) 918 - 925 Xiankang (咸康 xian kang) 925 |
| Shu posteriors 934 - 965                                                                     |                                        |                                |                   | |
| 高祖 gao zu                                                                                  | no usat                                | 孟知祥 meng zhi xiang          | 934               | Mingde (明德 ming de) 934 |
| 後主 hou zhu                                                                                 | No existeix                            | 孟昶 meng chang                | 938 - 965         | Mingde (明德 ming de) 934 - 938 Guangzheng (廣政 guang zheng) 938 - 965 |

### Altres estats
| Wuping jiedu\|節度 (similar al tema de l'Imperi Romà d'Orient) 950 - 963   |                            |           |
| 武平節度使 Wǔpíng jíedùshǐ                                                 | 劉言                       | 950 - 953 |
| 武平節度使 Wǔpíng jíedùshǐ                                                 | 王逵 o Wáng Jìnkuí\|王進逵 | 953 - 956 |
| 武平節度使 Wǔpíng jíedùshǐ                                                 | 周行逢                     | 956 - 962 |
| 武平節度使 Wǔpíng jíedùshǐ                                                 | 周保權                     | 962 - 963 |
| Qingyuan jiedu\|節度 (similar al tema de l'Imperi Romà d'Orient) 945 - 978 |                            |           |
| 清源節度使 Qīngyuán jíedùshǐ                                               | 留從效                     | 945 - 962 |
| 清源節度使 Qīngyuán jíedùshǐ                                               | 留紹鎡                     | 962       |
| 清源節度使 Qīngyuán jíedùshǐ                                               | 張漢思                     | 962 - 963 |
| 清源節度使 Qīngyuán jíedùshǐ                                               | 陳洪進                     | 963 - 978 |